# Rycerz Mike
Rycerz Mike (ang. Mike the Knight, 2011–2017) – kanadyjsko-brytyjski serial animowany stworzony przez Alexandra Bara. Wyprodukowany przez Nelvana Studio i HIT Entertainment.
Światowa premiera serialu miała miejsce 8 września 2011 roku na antenie Treehouse TV.

## Opis fabuły
Serial opowiada o przygodach 10-letniego Mike’a, młodego rycerza, który jest w trakcie szkolenia. Codziennie stawia czoło nowym wyzwaniom, pomaga swoim przyjaciołom i stara się chronić królestwo Glendragon, w którym mieszka.

## Obsada
- Jake Beale –
  - Mike,
  - Fernando
- Erin Pitt – Evie
- Frank Welker –
  - Galahad,
  - Mr. Cuddles,
  - Yip,
  - Yap
- Martin Roach – Sparkie
- Andrew Sabiston – Squirt
- Alyson Court – królowa Martha
- Samantha Reynolds – Trollee

## Wersja polska
Wersja polska: na zlecenie MiniMini+ – Start International Polska

Reżyseria: Marek Klimczuk

Tłumaczenie, dialogi polskie i teksty piosenek: Piotr Radziwiłowicz

Dźwięk i montaż: Hanna Makowska
Kierownik produkcji: Anna Kuszewska

Wystąpili:
- Beniamin Lewandowski –
  - Mike (odc. 1-104),
  - klony Mike’a (odc. 22)
- Bernard Lewandowski – Mike (odc. 105-130)
- Waldemar Barwiński – Chlups
- Jakub Szydłowski – Płomyk
- Magda Kusa – Ewa (odc. 1-104)
- Sara Lewandowska – Ewa (odc. 105-130)
- Janusz Kruciński – Fernando
- Agnieszka Kunikowska –
  - Królowa,
  - Marion (odc. 43-44, 92)
- Stefan Knothe –
  - Herold,
  - Wielki Waldorfini
- Robert Czebotar – Król
- Jacek Król –
  - Tata Troll (odc. 3, 7, 10-11, 13, 20-21, 27, 35, 48),
  - Kowal (odc. 4-5, 11, 13),
  - Blond Wiking (odc. 12, 15-16, 27, 40, 42, 45, 51)
- Joanna Węgrzynowska-Cybińska –
  - Mama Troll (odc. 3, 7, 10, 13, 20-21, 27, 48),
  - Kobieta Wiking (odc. 12),
  - kramarka (odc. 22),
  - blondynka (odc. 37, 44, 47),
  - Robin (odc. 40, 43-44, 92, 108)
- Iwo Fajlhauer – Trolik (odc. 6-8, 10-11, 20, 23, 27, 29, 34, 43, 48, 52)
- Kajetan Lewandowski – Trolik (odc. 56-59, 61, 64-65, 74, 82, 87-88, 91-92, 108-109, 116, 127, 129-130)
- Janusz Wituch –
  - Mieszkaniec (odc. 7, 105),
  - Siwy Wiking (odc. 12, 15-16, 27, 40, 42, 45, 51),
  - facet (odc. 15, 44),
  - Czarek (odc. 19, 21, 27, 29-30, 32, 35, 39, 41, 44, 46-47),
  - malarz (odc. 24)
- Beata Jankowska-Tzimas –
  - Mieszkanka (odc. 7),
  - kobieta w żółtej spódnicy (odc. 11),
  - blondynka (odc. 11, 14-15, 30, 32-33),
  - starsza pani (odc. 13, 14, 19, 21, 29-30, 32, 35, 46),
  - kobieta w czerwonej spódnicy (odc. 14),
  - dziewczyna w czerwonej spódnicy (odc. 15),
  - kobieta (odc. 15-16),
  - brunetka (odc. 21-22, 27, 29-30, 32, 35, 37, 39, 47),
  - dziewczynka (odc. 30),
  - praczka (odc. 33, 39, 43),
  - Królewna (odc. 44)
- Robert Tondera –
  - pasterz (odc. 11, 14-17, 19, 21, 30, 32, 43-44, 46-47)
  - Tata Chlupsa (odc. 124)
- Mikołaj Klimek – Kowal (odc. 14, 17, 22, 27, 29-30, 32-33, 35, 39, 42, 46-47, 52, 105, 108, 117)
- Brygida Turowska –
  - Pani Pychotka (odc. 14-15, 17, 22, 27, 29-30, 32-33, 39, 43-44, 46-47, 117),
  - Kobieta Wiking (odc. 15-16, 27, 40, 42, 45, 51),
  - blondynka (odc. 21-22)
- Paweł Szczesny –
  - ogorzały facet (odc. 21-22, 30, 33, 35, 47),
  - Mikołaj (odc. 26, 50, 129-130)
- Katarzyna Tatarak-Walentowicz – Marietta (odc. 39)
- Michał Mostowiec Ryszard
- Józef Kubiak Piotruś
- Wojciech Machnicki Tata Chlupsa
- Izabela Dąbrowska Mama Chlupsa
- Zbigniew Konopka Tata Troll (odc. 113, 127)
- Mateusz Ceran Edward

i inni
Piosenki śpiewali: Tomasz Steciuk oraz Beata Wyrąbkiewicz, Katarzyna Łaska, Jakub Szydłowski, Janusz Kruciński
Lektor: Marek Ciunel

## Spis odcinków
| Premiera odcinka  | Nr      | Polski tytuł                                 | Angielski tytuł                                        |
| ----------------- | ------- | -------------------------------------------- | ------------------------------------------------------ |
|                   |         |                                              |                                                        |
| SERIA PIERWSZA    |         |                                              |                                                        |
|                   |         |                                              |                                                        |
| 01.10.2012        | 001     | Rycerz Mike i skarb z uśmiechem!             | Mike the Knight and the Smiley Treasure                |
|                   |         |                                              |                                                        |
| 02.10.2012        | 002     | Rycerz Mike i straszne smoki!                | Mike the Knight and the Scary Dragons                  |
|                   |         |                                              |                                                        |
| 03.10.2012        | 003     | Rycerz Mike i prezent urodzinowy dla Ewy     | Mike the Knight and Evie’s Birthday                    |
|                   |         |                                              |                                                        |
| 04.10.2012        | 004     | Rycerz Mike i Galahad Wielki                 | Mike the Knight and the Galahad The Great              |
|                   |         |                                              |                                                        |
| 05.10.2012        | 005     | Rycerz Mike i dobry uczynek                  | Mike the Knight and the Fluttering Favour              |
|                   |         |                                              |                                                        |
| 06.10.2012        | 006     | Rycerz Mike i trudny trop                    | Mike the Knight and the Tricky Trail                   |
|                   |         |                                              |                                                        |
| 07.10.2012        | 007     | Rycerz Mike i zakopany skarb!                | Mike the Knight and the Buried Treasure                |
|                   |         |                                              |                                                        |
| 08.10.2012        | 008     | Rycerz Mike i sir Trolik                     | Mike the Knight and the Sir Trollee                    |
|                   |         |                                              |                                                        |
| 09.10.2012        | 009     | Rycerz Mike i zadanie-sprzątanie             | Mike the Knight in the Mission Mess                    |
|                   |         |                                              |                                                        |
| 10.10.2012        | 010     | Rycerz Mike i kłopoty Trolika                | Mike the Knight and the Trollee In Trouble             |
|                   |         |                                              |                                                        |
| 01.10.2012        | 011     | Rycerz Mike i straszny hałas                 | Mike the Knight and the Scary Noise                    |
|                   |         |                                              |                                                        |
| 02.10.2012        | 012     | Rycerz Mike i potężna tarcza!                | Mike the Knight and the Mighty Shield                  |
|                   |         |                                              |                                                        |
| 03.10.2012        | 013     | Rycerz Mike i chwila ciszy                   | Mike the Knight and Peace and Quiet                    |
|                   |         |                                              |                                                        |
| 04.10.2012        | 014     | Rycerz Mike i wieści z Glendragon            | Mike the Knight and the Glendragon News                |
|                   |         |                                              |                                                        |
| 05.10.2012        | 015     | Rycerz Mike i Wielki Galop                   | Mike the Knight and the Great Gallop                   |
|                   |         |                                              |                                                        |
| 06.10.2012        | 016     | Rycerz Mike i specjalny sygnał               | Mike the Knight and the Special Signal                 |
|                   |         |                                              |                                                        |
| 07.10.2012        | 017     | Rycerz Mike i niewidzialny potwór            | Mike the Knight and the Invisible Monster              |
|                   |         |                                              |                                                        |
| 08.10.2012        | 018     | Rycerz Mike i smoczy giermkowie              | Mike the Knight and the Dragon Squire                  |
|                   |         |                                              |                                                        |
| 09.10.2012        | 019     | Rycerz Mike i rycerska gra w chowanego       | Mike the Knight and the Knight Hider                   |
|                   |         |                                              |                                                        |
| 10.10.2012        | 020     | Rycerz Mike i wizyta Trolika                 | Mike the Knight and the Trollee’s Sleepover            |
|                   |         |                                              |                                                        |
| 11.10.2012        | 021     | Rycerz Mike i misja „Dom”                    | Mike the Knight and the Mission Home                   |
|                   |         |                                              |                                                        |
| 12.10.2012        | 022     | Rycerz Mike i liczni rycerze                 | Mike the Knight and the Many Knights                   |
|                   |         |                                              |                                                        |
| 13.10.2012        | 023     | Rycerz Mike i opowieść Chlupsa               | Mike the Knight and Squirt’s Story                     |
|                   |         |                                              |                                                        |
| 14.10.2012        | 024     | Rycerz Mike i prawdziwy miecz                | Mike the Knight and the Real Swords                    |
|                   |         |                                              |                                                        |
| 15.10.2012        | 025     | Rycerz Mike i śnieżny smok                   | Mike the Knight and the Snow Dragon                    |
|                   |         |                                              |                                                        |
| 16.10.2012        | 026     | Rycerz Mike i mały pomocnik Mikołaja         | Mike the Knight and Santa’s Little Helper              |
|                   |         |                                              |                                                        |
| 14.01.2013        | 027     | Rycerz Mike i wielka zamiana                 | Mike the Knight and the Big Swap                       |
|                   |         |                                              |                                                        |
| 15.01.2013        | 028     | Rycerz Mike i trzy trofea                    | Mike the Knight and the Triple Trophy                  |
|                   |         |                                              |                                                        |
| 16.01.2013        | 029     | Rycerz Mike i Wielka Parada                  | Mike the Knight and the Big Parade                     |
|                   |         |                                              |                                                        |
| 17.01.2013        | 030     | Rycerz Mike i wspaniała rzecz Płomyka        | Mike the Knight and the Sparkie’s Amazing Thing        |
|                   |         |                                              |                                                        |
| 18.01.2013        | 031     | Rycerz Mike i rycerski biwak                 | Mike the Knight and the Knightly Campout               |
|                   |         |                                              |                                                        |
| 19.01.2013        | 032     | Rycerz Mike i odyniec                        | Mike the Knight and the Wild Boar                      |
|                   |         |                                              |                                                        |
| 20.01.2013        | 033     | Rycerz Mike i wielki ratunek                 | Mike the Knight and the Great Rescue                   |
|                   |         |                                              |                                                        |
| 21.01.2013        | 034     | Rycerz Mike i potwór                         | Mike the Knight and the Monster                        |
|                   |         |                                              |                                                        |
| 22.01.2013        | 035     | Rycerz Mike i przysmak trolla                | Mike the Knight and the Troll Treat Pie                |
|                   |         |                                              |                                                        |
| 23.01.2013        | 036     | Rycerz Mike i skarb czarodzieja              | Mike the Knight and the Wizard’s Treasure              |
|                   |         |                                              |                                                        |
| 24.01.2013        | 037     | Rycerz Mike i sir Super                      | Mike the Knight and the Sir Super                      |
|                   |         |                                              |                                                        |
| 25.01.2013        | 038     | Rycerz Mike i nowy zamek                     | Mike the Knight and the New Castle                     |
|                   |         |                                              |                                                        |
| 26.01.2013        | 039     | Rycerz Mike i koń w kropki                   | Mike the Knight and the Polka Dot Horse                |
|                   |         |                                              |                                                        |
| 01.02.2013        | 040     | Rycerz Mike i wikingowie na śniegu           | Mike the Knight and the Viking Snow Day                |
|                   |         |                                              |                                                        |
| 04.02.2013        | 041     | Rycerz Mike i najwspanialsza opowieść        | Mike the Knight and the Greatest Story Ever            |
|                   |         |                                              |                                                        |
| 05.02.2013        | 042     | Rycerz Mike i najwięcej medali               | Mike the Knight and the Most Medals                    |
|                   |         |                                              |                                                        |
| 06.02.2013        | 043     | Rycerz Mike i pracowity dzień                | Mike the Knight and the Busiest Day                    |
|                   |         |                                              |                                                        |
| 07.02.2013        | 044     | Rycerz Mike i prawdziwy smok                 | Mike the Knight and the Real Dragon                    |
|                   |         |                                              |                                                        |
| 08.02.2013        | 045     | Rycerz Mike i zaginione garnki               | Mike the Knight and the Lost Pots                      |
|                   |         |                                              |                                                        |
| 11.02.2013        | 046     | Rycerz Mike i zaczarowany dzbanek            | Mike the Knight and the Magic Pot                      |
|                   |         |                                              |                                                        |
| 12.02.2013        | 047     | Rycerz Mike i Klejnot Glendragon             | Mike the Knight and the Jewel of Glendragon            |
|                   |         |                                              |                                                        |
| 13.02.2013        | 048     | Rycerz Mike i przysługa dla Trolika          | Mike the Knight and the Favour for Trollee             |
|                   |         |                                              |                                                        |
| 14.02.2013        | 049     | Rycerz Mike Wielki Obrońca                   | Mike the Knight and the Great Protector                |
|                   |         |                                              |                                                        |
| 15.02.2013        | 050     | Rycerz Mike i kichający renifer              | Mike the Knight and the Sneezing Reindeer              |
|                   |         |                                              |                                                        |
| 18.02.2013        | 051     | Rycerz Mike i latające psy                   | Mike the Knight and the Flying Corgis                  |
|                   |         |                                              |                                                        |
| 19.02.2013        | 052     | Rycerz Mike i rycerskie powitanie            | Mike the Knight and the Knightly Welcome               |
|                   |         |                                              |                                                        |
| SERIA DRUGA       |         |                                              |                                                        |
|                   |         |                                              |                                                        |
| 08.02.2014        | 053     | Rycerz Mike i nocna warta!                   | Mike the Knight and the Night Time Lookout             |
|                   |         |                                              |                                                        |
| 09.02.2014        | 054     | Rycerz Mike i nowy kolega Ewy                | Mike the Knight and the Evie’s New Friend              |
|                   |         |                                              |                                                        |
| 10.02.2014        | 055     | Rycerz Mike i zaginiony bałwan               | Mike the Knight and the Missing Snowman                |
|                   |         |                                              |                                                        |
| 11.02.2014        | 056     | Rycerz Mike i super trebusz                  | Mike the Knight and the Super Trebuchet                |
|                   |         |                                              |                                                        |
| 12.02.2014        | 057     | Rycerz Mike i zespół muzyczny                | Mike the Knight and the Glendragon Big Band            |
|                   |         |                                              |                                                        |
| 13.02.2014        | 058     | Rycerz Mike i ptasie szkolenie               | Mike the Knight and the Bird Training                  |
|                   |         |                                              |                                                        |
| 14.02.2014        | 059     | Rycerz Mike i zepsuta tarcza                 | Mike the Knight and the Broken Shield                  |
|                   |         |                                              |                                                        |
| 15.02.2014        | 060     | Rycerz Mike i pomocna Ewa                    | Mike the Knight and the Evie’s Help                    |
|                   |         |                                              |                                                        |
| 16.02.2014        | 061     | Rycerz Mike i Trolik w terminie              | Mike the Knight and Trolee the Apprentice              |
|                   |         |                                              |                                                        |
| 17.02.2014        | 062     | Rycerz Mike i dzień kawalarzy                | Mike the Knight and the Fooling Day                    |
|                   |         |                                              |                                                        |
| 18.02.2014        | 063     | Rycerz Mike i najbezpieczniejsze królestwo   | Mike the Knight and the Safest Kingdom                 |
|                   |         |                                              |                                                        |
| 19.02.2014        | 064     | Rycerz Mike i królewska sztuka               | Mike the Knight and the King’s Play                    |
|                   |         |                                              |                                                        |
| 20.02.2014        | 065     | Rycerz Mike i prezent dla Trolika            | Mike the Knight and the Present for Trolee             |
|                   |         |                                              |                                                        |
| 21.02.2014        | 066     | Rycerz Mike i niesmocze pieski               | Mike the Knight and the Undragonly Dogs                |
|                   |         |                                              |                                                        |
| 22.02.2014        | 067     | Rycerz Mike i rycerz Ewa                     | Mike the Knight and Evie the Knight                    |
|                   |         |                                              |                                                        |
| 23.02.2014        | 068     | Rycerz Mike i wesoły bieg                    | Mike the Knight and the Glendragon Fun Run             |
|                   |         |                                              |                                                        |
| 24.02.2014        | 069     | Rycerz Mike i odwaga do śpiewania            | Mike the Knight and the Brave Song                     |
|                   |         |                                              |                                                        |
| 25.02.2014        | 070     | Rycerz Mike i portret Glendragon             | Mike the Knight and the Glendragon Big Picture         |
|                   |         |                                              |                                                        |
| 26.02.2014        | 071     | Rycerz Mike i rycerska siatka                | Mike the Knight and the Knightly Net                   |
|                   |         |                                              |                                                        |
| 27.02.2014        | 072     | Rycerz Mike i wielka naprawa                 | Mike the Knight and the Big Fix                        |
|                   |         |                                              |                                                        |
| 28.02.2014        | 073     | Rycerz Mike i smok niezionący ogniem         | Mike the Knight and the Fireless Dragon                |
|                   |         |                                              |                                                        |
| 01.03.2014        | 074     | Rycerz Mike i chwilowy rycerz                | Mike the Knight and the Knight for a Day               |
|                   |         |                                              |                                                        |
| 02.03.2014        | 075     | Rycerz Mike i ukryte ogrody                  | Mike the Knight and the Hidden Garden                  |
|                   |         |                                              |                                                        |
| 03.03.2014        | 076     | Rycerz Mike i tajemnice rycerskiego treningu | Mike the Knight and the Knightly Training Trick        |
|                   |         |                                              |                                                        |
| 25.12.2014        | 077 078 | Rycerz Mike i świąteczny zamek               | Mike the Knight and the Christmas Castle               |
|                   |         |                                              |                                                        |
| 04.03.2014        | 079     | Rycerz Mike i gargulec                       | Mike the Knight and Gargoyle                           |
|                   |         |                                              |                                                        |
| 05.03.2014        | 080     | Rycerz Mike i drewniany koń                  | Mike the Knight and the Wooden Horse                   |
|                   |         |                                              |                                                        |
| 06.03.2014        | 081     | Rycerz Mike i rycerska sztuka                | Mike the Knight and the Knightly Play                  |
|                   |         |                                              |                                                        |
| 07.03.2014        | 082     | Rycerz Mike i zwiedzanie zamku               | Mike the Knight and the Tour of the Castle             |
|                   |         |                                              |                                                        |
| 08.03.2014        | 083     | Rycerz Mike i kąpiel Pana Pieszczocha        | Mike the Knight and the Mr. Cuddles’ Bath Time         |
|                   |         |                                              |                                                        |
| 09.03.2014        | 084     | Rycerz Mike i nadworny błazen                | Mike the Knight and the Court Jester                   |
|                   |         |                                              |                                                        |
| 10.03.2014        | 085     | Rycerz Mike i wielki Waldorfini              | Mike the Knight and the Great Waldorfini               |
|                   |         |                                              |                                                        |
| 11.03.2014        | 086     | Rycerz Mike i niezwykłe rycerskie przedmioty | Mike the Knight and the Special Knightly Things        |
|                   |         |                                              |                                                        |
| 12.03.2014        | 087     | Rycerz Mike i przygoda na trollowym szlaku   | Mike the Knight and the Troll Trail Adventure          |
|                   |         |                                              |                                                        |
| 13.03.2014        | 088     | Rycerz Mike i chrapiący smok                 | Mike the Knight and the Snoring Dragon                 |
|                   |         |                                              |                                                        |
| 14.03.2014        | 089     | Rycerz Mike i czarodziejski błąd Ewy         | Mike the Knight and the Evie’s Magical Mistake         |
|                   |         |                                              |                                                        |
| 15.03.2014        | 090     | Rycerz Mike i trzy zadania                   | Mike the Knight and the Three Missions                 |
|                   |         |                                              |                                                        |
| 16.03.2014        | 091     | Rycerz Mike i Super Trollbol                 | Mike the Knight and the Super Troll Ball               |
|                   |         |                                              |                                                        |
| 17.03.2014        | 092     | Rycerz Mike i najlepszy wartownik            | Mike the Knight and the Best Lookout                   |
|                   |         |                                              |                                                        |
| 18.03.2014        | 093     | Rycerz Mike i szkoła rycerstwa               | Mike the Knight and the Knight School                  |
|                   |         |                                              |                                                        |
| 19.03.2014        | 094     | Rycerz Mike i urodziny Galahada              | Mike the Knight and the Galahad’s Birthday             |
|                   |         |                                              |                                                        |
| 20.03.2014        | 095     | Rycerz Mike i Chlups trzymający się planu    | Mike the Knight and Squirt Sticking to the Plan        |
|                   |         |                                              |                                                        |
| 21.03.2014        | 096     | Rycerz Mike i skradziona laska               | Mike the Knight and the Stolen Staff                   |
|                   |         |                                              |                                                        |
| 22.03.2014        | 097     | Rycerz Mike i szczenięta Ewy                 | Mike the Knight and the Evie’s Pet Puppies             |
|                   |         |                                              |                                                        |
| 23.03.2014        | 098     | Rycerz Mike i czarodziejski kwiat            | Mike the Knight and the Magical Flower                 |
|                   |         |                                              |                                                        |
| 24.03.2014        | 099     | Rycerz Mike i zmiana rozmiaru                | Mike the Knight and the Size Spell                     |
|                   |         |                                              |                                                        |
| 25.03.2014        | 100     | Rycerz Mike i zadanie Fernanda               | Mike the Knight and Fernando’s Mission                 |
|                   |         |                                              |                                                        |
| 26.03.2014        | 101     | Rycerz Mike i gry w ukrytych ogrodach        | Mike the Knight and the Hidden Garden Games            |
|                   |         |                                              |                                                        |
| 27.03.2014        | 102     | Rycerz Mike i potrójny kłopot                | Mike the Knight and Triple Trouble                     |
|                   |         |                                              |                                                        |
| 28.03.2014        | 103     | Rycerz Mike i bajka na dobranoc              | Mike the Knight and the Bedtime Story                  |
|                   |         |                                              |                                                        |
| 29.03.2014        | 104     | Rycerz Mike i jego wielka księga             | Mike the Knight and the Big Book of Training           |
|                   |         |                                              |                                                        |
| ODCINKI SPECJALNE |         |                                              |                                                        |
|                   |         |                                              |                                                        |
| 20.09.2014        | SP1     | Rycerz Mike i wyprawa na Smoczą Górę         | Mike the Knight and the Journey to the Dragon Mountain |
|                   |         |                                              |                                                        |
| 28.11.2015        | SP2     | Rycerz Mike i wielka misja                   | Mike the Knight – Mike’s Bravest Mission               |
|                   |         |                                              |                                                        |
| SERIA TRZECIA     |         |                                              |                                                        |
|                   |         |                                              |                                                        |
| 23.11.2015        | 105     | Rycerz Mike i wielkie przeciąganie liny      | Mike the Knight and the Great Tug of War               |
|                   |         |                                              |                                                        |
| 24.11.2015        | 106     | Rycerz Mike i lodowaty ogon Płomyka          | Mike the Knight and Sparkie’s Icy Tail                 |
|                   |         |                                              |                                                        |
| 25.11.2015        | 107     | Rycerz Mike i cudowna maszyna                | Mike the Knight and the Marvellous Machine             |
|                   |         |                                              |                                                        |
| 26.11.2015        | 108     | Rycerz Mike i prezent na dzień ojca          | Mike the Knight and the Father’s Day Gift              |
|                   |         |                                              |                                                        |
| 23.11.2015        | 109     | Rycerz Mike i super szybkie sanie            | Mike the Knight and the Super-fast Sleigh Ride         |
|                   |         |                                              |                                                        |
| 28.11.2015        | 110     | Rycerz Mike i nocny lot                      | Mike the Knight and the Night Time Flight              |
|                   |         |                                              |                                                        |
| 29.11.2015        | 111     | Rycerz Mike i królewskie przyjęcie           | Mike the Knight and the King’s Banquet                 |
|                   |         |                                              |                                                        |
| 30.11.2015        | 112     | Rycerz Mike i trójkołowiec                   | Mike the Knight and the Super Trike                    |
|                   |         |                                              |                                                        |
| 01.12.2015        | 113     | Rycerz Mike i wielkie odkrycie               | Mike the Knight and Trolee the Great Exploration       |
|                   |         |                                              |                                                        |
| 02.12.2015        | 114     | Rycerz Mike i żabi dzień Ewy                 | Mike the Knight and the Evie’s Froggy Day              |
|                   |         |                                              |                                                        |
| 03.12.2015        | 115     | Rycerz Mike i Ewa i Sir Gargulec             | Mike the Knight and Evie and Sir Gargoyle              |
|                   |         |                                              |                                                        |
| 04.12.2015        | 116     | Rycerz Mike i Ognisty Ptak                   | Mike the Knight and the Fire Bird                      |
|                   |         |                                              |                                                        |
| 05.12.2015        | 117     | Rycerz Mike i alarm antywikinowy             | Mike the Knight and the Viking Alarm                   |
|                   |         |                                              |                                                        |
| 06.12.2015        | 118     | Rycerz Mike i burzowe pudełko                | Mike the Knight and the Bad Weather Box                |
|                   |         |                                              |                                                        |
| 07.12.2015        | 119     | Rycerz Mike i Ewa i uciekająca hulajnoga     | Mike the Knight and Evie and the Flying Scooter        |
|                   |         |                                              |                                                        |
| 08.12.2015        | 120     | Rycerz Mike i złota strzała                  | Mike the Knight and the Golden Arrow                   |
|                   |         |                                              |                                                        |
| 09.12.2015        | 121     | Rycerz Mike i Ewa i zniknięcie Królowej      | Mike the Knight and Evie and the Missing Queen         |
|                   |         |                                              |                                                        |
| 10.12.2015        | 122     | Rycerz Mike i skradziona flaga               | Mike the Knight and the Stolen Flag                    |
|                   |         |                                              |                                                        |
| 11.12.2015        | 123     | Rycerz Mike i potrójna pętla                 | Mike the Knight and the Triple Twist                   |
|                   |         |                                              |                                                        |
| 12.12.2015        | 124     | Rycerz Mike i potwór z Glendragon            | Mike the Knight and the Beast of Glendragon            |
|                   |         |                                              |                                                        |
| 13.12.2015        | 125     | Rycerz Mike i czarodziejska kometa           | Mike the Knight and the Great Wizard Comet             |
|                   |         |                                              |                                                        |
| 14.12.2015        | 126     | Rycerz Mike i Ewa i czarodziejskie wyzwanie  | Mike the Knight and Evie and the Magical Challenge     |
|                   |         |                                              |                                                        |
| 15.12.2015        | 127     | Rycerz Mike i ratunkowe czary Ewy            | Mike the Knight and Evie’s Rescue Spells               |
|                   |         |                                              |                                                        |
| 16.12.2015        | 128     | Rycerz Mike i czrodziejskie drzewo życzeń    | Mike the Knight and the Magical Wish Tree              |
|                   |         |                                              |                                                        |
| 25.12.2015        | 129 130 | Rycerz Mike i świąteczna gwiazda             | Mike the Knight and the Christmas Star                 |
|                   |         |                                              |                                                        |